# Kaiseki
Kaiseki (懐石) era, originalmente, uma refeição simples servida aos monges zen-budistas com chá, que mais tarde veio a se desenvolver na cerimônia do chá, recebendo, também, o nome de cha-kaiseki (茶懐石). Mais atualmente, o prato se transformou em um sofisticando banquete consistindo de vários pratos servidos em diversas porções servidos em restaurantes, sendo chamado de kaiseki (会席, com o kanji diferente) e também de kaiseki casual.

## Kaiseki formal (em cerimônia do chá, 懐石)

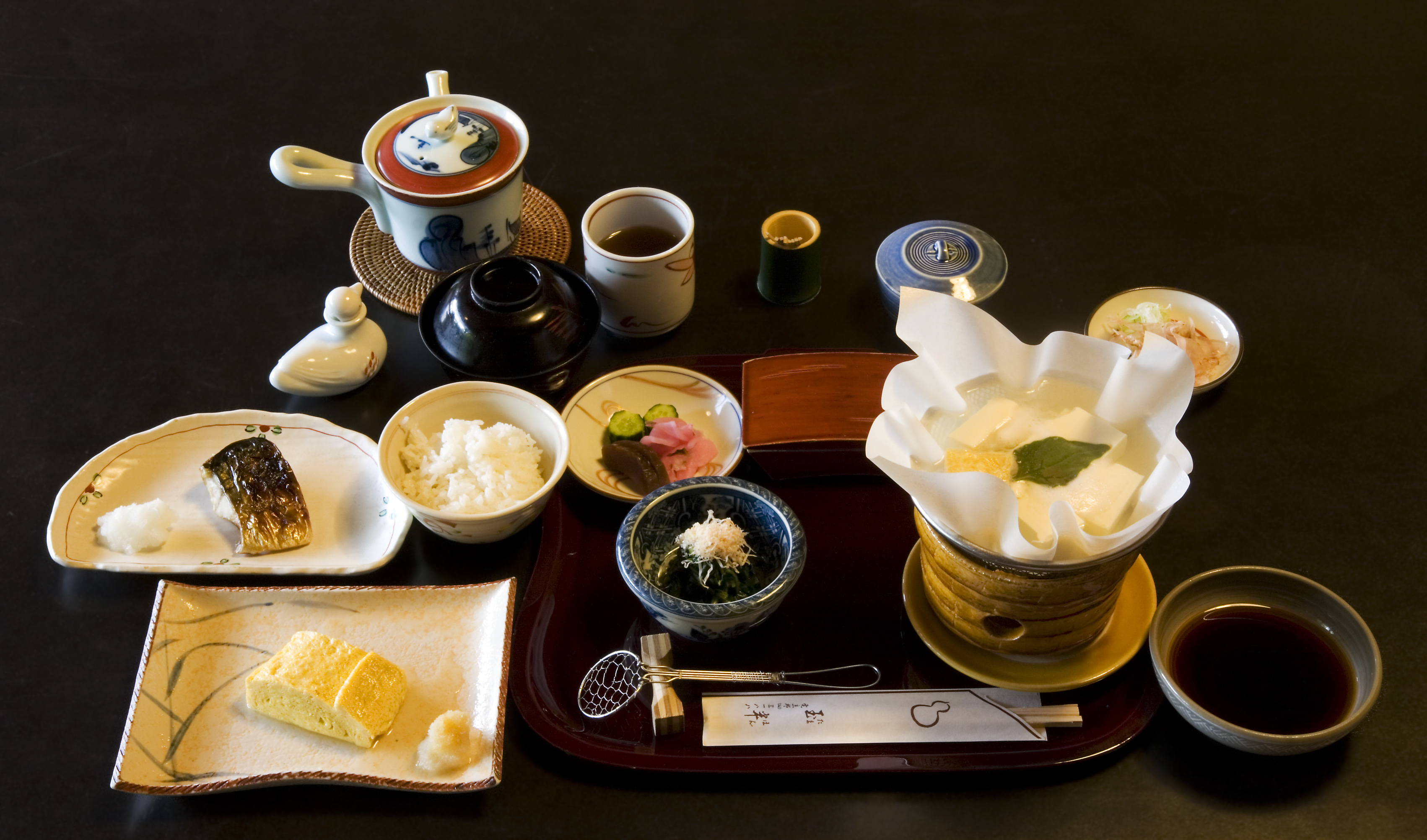
Kaiseki formal

A palavra 懐石 (kaiseki) é composta pelos kanjis 懐 (kai), peito, e 石 (seki), pedras, e provém da prática dos mongem de zen-budismo de colocar pedras quentes sobre o abdómen e no peito para aplacar a fome e o frio nas longas horas de meditação.
Os monges budistas só têm duas refeições ao dia, de manhã e à tarde. Para que não passem fome de madrugada lhes é permitido tomar uma refeição leve à base de "okayu" (arroz branco cozido com bastante água). Aquecia-se uma pedra e a colocava ao peito e se fazia esta refeição leve, do qual provem o termo.
Mais tarde a fórmula se desenvolveu para a cerimônia de chá onde a refeição era pretexto para se apreciar o chá, e, portanto, não deveria ser ingerida até a total satisfação do apetite, isto é, servia-se pequenas porções de comida para satisfazer até 80% do apetite.

### Pratos
Ordem de apresentação dos pratos no kaiseki formal, nome original e sua descrição, apesar de não ser regra fixa, podendo variar.
1.
- Meshi (飯, arroz branco) - servido em pequeníssima porção, cozido com bastante água de tal modo que o arroz acaba por se "aprontar" dentro da tigela fechada com tampa. A forma de apresentação do arroz varia conforme o estilo da cerimônia de chá (dependendo do "estilo" da casa, o arroz poderá ser servido somente no final).

- Shiru (汁, sopa) - esta sopa é servida bem quente em pequeníssima quantidade: "uma bocada". Normalmente é servida "MISSOSHIRU" distingüindo-se a estação fria (misso branco), estação quente (misso vermelho) e meia-estação (branco mais vermelho).

- Mukozuke (向付け, colado a frente) - peixe fresco, acompanha o arroz e sopa colocando-se posterior aos dois pratos, daí o nome. Serve-se após o arroz, sopa e, eventualmente, sakê. Pode ser um prato de sashimi, sunomono, ou outro prato que bem acompanha o sakê.

2.
- Wanmori (椀盛り, sopa rala) - sopa em porção reduzida onde o ingrediente aparece por cima do caldo (mais ou menos metade da tigela, também com tampa). Dá-se importância ao sabor da estação, enfatizando-se de forma geral o caldo transparente.

3.
- Yakimono (焼き物 , assados) - serve-se em geral peixe assado, ou alguma fritura, normalmente em uma travessa maior e comum (quando há várias pessoas).

4.
- Shiizakana (強肴 , peixe) - para dar maior satisfação ao apetite, ou estimular mais um pouco de sake, esta mistura pode ser à base de legumes e nerimono (massa à base de peixe, podendo ser as massas kamaboko, chikuwa, hanpen, etc.)

5.
- Kosuimono (小吸物, sorventes) - outra sopinha de "um só gole" bem suave e com pouco ingrediente onde se destaca o aroma. Pode-se utilizar o dobinmushi (chaleira onde se coze a sopa).

6.
- Hassun (八寸, 24,2 cm) - recebeu esse nome pois se servia em recipiente de madeira quadrada com esta medida. Serve-se uma porção de frutos do mar e outra de frutos da terra (como peixes e legumes).

7.
- Yutō-kōmono - servido no final do kaiseki, consiste de arroz queimado em caldo e conserva da estação.

8.
- Omogashi-koicha (主菓子-濃茶, doce e xícara) - para encerrar, doce e chá forte.

## Kaiseki casual (em restaurantes, 会席)

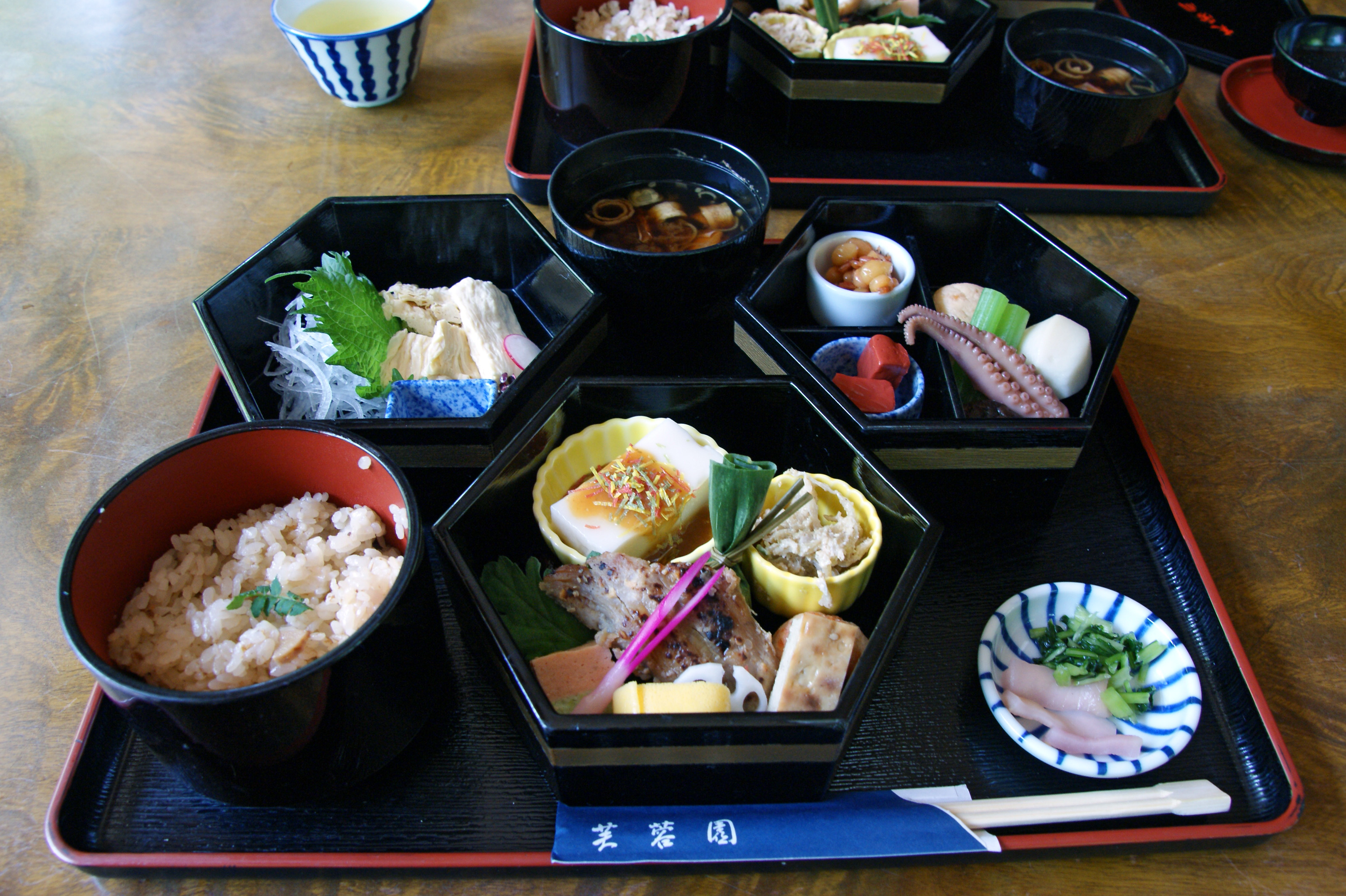
Kaiseki casual.

Este 会席 (kaiseki) é composto dos kanjis 会 (kai), reunião, e 席 (seki), assento, e é uma sofisticada e formal refeição servida em restaurantes de culinária japonesa tradicional. Neste prato, o cozinheiro procura esmerar com toda a sua habilidade na elaboração de misturas onde se trabalham os produtos típicos da região e da época se atentando, também, à apresentação (moritsuke) e na arte de temperar. 
São servidos vários pratos em seqüência e em pequenas porções, como que um espelho de arte minimalista, muito apreciada no Japão. Não se deve estranhar que nesse caso o arroz branco e a sopa são servidos somente no final. Para "kaiseki" dos restaurantes esta é a ordem correta, enquanto que no kaiseki da cerimônia do chá, o arroz (em pequeníssima quantidade) é servido logo no início.

### Pratos
Ordem de apresentação dos pratos no kaiseki casual, nome original e sua descrição, apesar de não ser regra fixa, podendo variar.
1.
Inicialmente é servido sake para brinde. É etiqueta que mesmo quem não aprecia uma bebida alcoólica deve ao menos levar a taça à boca. Quem serve, deverá segurar o tyoshi com ambas as mãos, servir cerca de 80% da taça ("sakazuki"), girar o "tyoshi" para 'cortar' o líquido. Quem é servido igualmente deve segurar "sakazuki" com ambas as mãos.
2.
Após brinde, serve-se de sakizuke. É regra que se corte com hashi em tamanho adequado (um bocado), e segurar a tigela por baixo, a fim de evitar que o respingo caia sobre a mesa ou sobre a roupa.
3.
A seguir vem o "zensai" (várias misturas combinadas). Deve-se servir em ordem daquilo que está mais próximo para o que se encontra mais afastado. Se acaso alguma coisa for servida em espeto, deverá ser retirada com hashi, antes de ser levada à boca. Aquilo que for difícil de se segurar com hashi, deverá ter o auxílio de "kaishi" (papel especial para a ocasião).
4.
Em seqüência vem "wanmori". Deve ser seguro com a mão esquerda, tomando-se a tampa com a direita e, após assegurar-se que não está 'gotejando', deve ser colocada à direita, voltada para cima. Toma-se primeiro o caldo para depois apreciar o conteúdo e assim alternadamente. Após o término, a tampa deve ser recolocada.
5.
"Mukouzuke": é chamado igualmente de "otsukuri" e é sinônimo de "sashimi". Aprecia-se na ordem descendente. Aconselha-se segurar o pratinho de molho a fim de evitar sujar a roupa. recomenda-se comer o peixe e o acompanhamento ("tsuma") alternadamente.
6.
"Nimono": Quando é acompanhado com tampa, segue-se o mesmo procedimento de wanmori. Deve-se cortar em tamanho apropriado e se o conteúdo for escorregadio (como inhame) a tigela pode ser segura nas mãos. É sempre deselegante e desaconselhável 'espetar' com hashi. Quando a tigela é demasiado grande, utiliza-se de "kaishi" como 'apoio'.
7.
"Yakimono": Geralmente são peixes assados freqüentemente com cabeça. Utiliza-se "kaishi" para segurar a cabeça do peixe (posicionada do lado esquerdo), enquanto com a mão direita se extrai a carne do peixe com hashi. Após término é conveniente juntar-se os espinhos no centro do prato (a etiqueta é nunca deixar o prato em desordem.
8.
"Aguemono": aprecia-se quente. Inicialmente se coloca "'yakumi" ou nabo ralado no molho. No caso de se colocar sumo de limão, deve-se tomar o cuidado de respingo, cobrindo com a outra mão. Segura-se a tigela do caldo para evitar que o mesmo suje a roupa ou mesa. Tudo que não se pode servir um bocado deve ser cortadeo sobre o prato.
9.
Arroz, "koumono"e "tomewan": são pratos finais.